# Narciso Suárez Amador
Narciso Suárez Amador (ur. 18 lipca 1960 w Valladolid w Valladolidzie) – hiszpański kajakarz, kanadyjkarz, brązowy medalista olimpijski z Los Angeles.
Zawody w 1984 były jego drugimi igrzyskami olimpijskimi, debiutował w 1980. Pod nieobecność sportowców z większości krajów Bloku Wschodniego był trzeci w kanadyjkach-dwójkach na dystansie 500 metrów. Partnerował mu Enrique Míguez. Brał udział również w igrzyskach w 1988 i 1992.